# 魔山 (兒童劇)
《魔山》是中國導演孟京辉导演、北京儿童艺术剧院演出的大型儿童剧，2006年1月20日-22日于北京首都体育馆首演。該劇是中國曾演出過最大型的兒童劇。內容描寫冰山裡一個熊的家庭的故事。